# Kenny Burrell
Kenneth Earl "Kenny" Burrell, född 31 juli 1931 i Detroit, Michigan, är en amerikansk jazzgitarrist. Hans jazzstil är influerad av bebop och blues och han har spelat med en lång rad kända jazzmusiker. 

## Diskografi

### Som huvudgitarrist
- Introducing Kenny Burrell (Blue Note, 1956)
- Kenny Burrell Volume 2 (Blue Note, 1956)
- Swingin' (Blue Note, 1956)
- All Night Long (Prestige, 1956)
- Two Guitars (Prestige, 1957)
- All Day Long (Prestige, 1957)
- Earthy (Prestige, 1957)
- Kenny Burrell (Prestige, 1957)
- K.B. Blues (Blue Note, 1957)
- Kenny Burrell and John Coltrane (Prestige, 1958)
- Blue Lights Volume 1 (Blue Note, 1958)
- Blue Lights Volume 2 (Blue Note, 1958)
- On View at the Five Spot Cafe (Blue Note, 1959)
- A Night at the Vanguard (Argo, 1959)
- Weaver of Dreams (Columbia, 1960)
- Bluesin' Around (Columbia, 1961)
- Bluesy Burrell (Moodsville, 1962),
- Midnight Blue (Blue Note, 1963)
- Freedom (Blue Note, 1963)
- Soul Call (Prestige, 1964)
- Guitar Forms (Verve, 1965)
- Have Yourself a Soulful Little Christmas (Cadet 1967)
- Asphalt Canyon Suite (Verve 1969)
- God Bless the Child (CTI, 1971)
- ‘Round Midnight (Fantasy, 1972)
- Ellington Is Forever (Fantasy, 1975–77)
- Love is the Answer, featuring The Boys Choir of Harlem (Concord Concerto, 1998)
- Moon and Sand (1979)
- 12-15-78 (32 Jazz, 1999)
- Lucky So and So (Concord Jazz, 2001)
- 75th Birthday Bash Live! (Blue Note, 2007)

### Som sido-gitarrist
Med Paul Chambers
- Bass on Top (1957)

Med Terry Gibbs
- Take It from Me (Impulse!, 1964)

Med John Jenkins
- John Jenkins with Kenny Burrell (1957)

Med Thad Jones
- Detroit-New York Junction (1956)

Med Wynton Kelly
- Comin' in the Back Door (1963)
- It's All Right! (1964)

Med Ike Quebec
- Soul Samba (1962)

Med Freddie Roach
- Down to Earth (1962)
- Mo' Greens Pleaseã (1963)

Med Charlie Rouse
- Bossa Nova Bacchanal (1962)

Med Jimmy Smith
- House Party (1957)
- Softly as a Summer Breeze (Blue Note, 1958)
- Home Cookin' (1958–59)

Med Stanley Turrentine
- Jubilee Shout!!! (1962)
- The Sugar Man (1971)